# Clay megye (Kansas)
Clay megye az Amerikai Egyesült Államokban, azon belül Kansas államban található. Megyeszékhelye és legnagyobb városa Clay Center. Lakosainak száma 8117 fő (2020. április 1.). Clay megye Washington, Dickinson, Riley, Geary, Cloud és Ottawa megyékkel határos.

## Népesség
A megye népességének változása:
| Lakosok száma | 8550 | 8523 | 8523 | 8406 | 8347 | 8117 |
|               | 2010 | 2011 | 2012 | 2013 | 2015 | 2020 |